# Bloodshot (The J. Geils Band)
| Recensione                        | Giudizio    |
| --------------------------------- | ----------- |
| AllMusic                          |             |
| Robert Christgau                  | C+          |
| The New Rolling Stone Album Guide | [ 3 ]       |
| Sputnikmusic                      | 3.4 (Great) |

Bloodshot è il quarto album discografico del gruppo musicale rock statunitense The J. Geils Band, pubblicato dalla casa discografica Atlantic Records nell'aprile del 1973.

## Tracce

### LP
Lato A
1. (Ain't Nothin' But a) House Party – 4:43 (Del Sharh, Joseph Thomas)
2. Make up Your Mind – 3:31 (Peter Wolf, Seth Justman)
3. Back to Get Ya – 5:22 (Peter Wolf, Seth Justman)
4. Struttin' with My Baby – 3:16 (Peter Wolf, Seth Justman)
5. Don't Try to Hide It – 2:35 (Peter Wolf, Seth Justman)

Lato B
1. Southside Shuffle – 3:43 (Peter Wolf, Seth Justman)
2. Hold Your Loving – 2:30 (Titus Turner, Bernice Snelson)
3. Start All Over Again – 4:15 (Peter Wolf, Seth Justman)
4. Give It to Me – 6:32 (Peter Wolf, Seth Justman)

## Formazione
- J. Geils - chitarra
- Peter Wolf - voce
- Seth Justman - tastiere, voce
- Magic Dick (Richard Salwitz) - harp
- Daniel Klein - basso
- Stephen Jo Bladd - percussioni, voce

Musicista aggiunto
- Mike Hunt - sassofono solo (brano: Don't Try to Hide It)

Note aggiuntive
- Bill Szymczyk - produttore (per la Pandora Productions Ltd.)
- Allan Blazek - assistente alla produzione
- Registrazioni effettuate al Hit Factory di New York City, New York (Stati Uniti)
- Jerry Ragovoy e Bill Szymczyk - ingegneri delle registrazioni
- Jerry Ragovoy - ingegnere del mixaggio
- David Gahr - fotografia
- Richard Mantel - design album
- Juke Joint Jimmy - assistenza speciale[6]

## Classifica
Album
| Anno | Classifica    | Posizione raggiunta |
| ---- | ------------- | ------------------- |
| 1973 | Billboard 200 | 10                  |

Singoli
| Anno | Titolo del brano  | Classifica        | Posizione raggiunta |
| ---- | ----------------- | ----------------- | ------------------- |
| 1973 | Give It to Me     | Billboard Hot 100 | 30                  |
| 1973 | Make up Your Mind | Billboard Hot 100 | 98                  |